# 深田金之助
深田 金之助（ふかだ きんのすけ、1917年1月19日 - 1986年11月27日）は、日本の映画監督、映画製作者、元撮影技師である。

## 人物・来歴

### 撮影技師の時代
1917年（大正6年）1月19日、島根県八束郡揖屋村（現在の松江市東出雲町揖屋）に生まれる。松江商工学校（現在の学校法人島根学園）を卒業後、松江高等簿記学校（現在の松江西高等学校）に進学したが、中途退学した。
1935年（昭和10年）、日活に入社し、日活京都撮影所撮影部で撮影助手になる。1941年（昭和16年）、技師に昇進、同年5月11日に公開された『天兵童子 第一話 幼き英雄』（監督組田彰造）で撮影技師としてデビューするとともに、『天兵童子』4部作すべてを手がける。第二次世界大戦にともなう戦時統制により、日活の製作部門は他の2社と統合されて、1942年（昭和17年）1月27日、大日本映画製作株式会社（大映）を形成するが、このとき、大映に転社する。同年7月には、杉山公平、吉田貞次、加藤泰通（のちの加藤泰）らとともに満洲映画協会に移籍した。

### 東映時代劇の時代
戦後は、終戦翌年の1946年（昭和21年）に帰国した。1950年（昭和25年）、稲垣浩に師事して助監督に転向する。この時代の稲垣は、世田谷区砧の東宝撮影所で時代劇を手がけた時代であり、『旅はそよ風』（1953年）の助監督に深田の名がみられる。1951年（昭和26年）6月18日に公開された『玄海灘の怒濤篇 阿修羅龍鬼隊』では、近藤勝彦と共同で演出を行い、初監督を経験する。東映京都撮影所と契約し、1955年（昭和30年）には『雄呂血の秘宝』で監督に昇進、同作は同年12月20日に公開された。1956年（昭和31年）8月には、『明星』（第5巻第11号、集英社）に『熱血小説 阿蘇の血闘』（挿画・堂昌一、1926年 - 2011年）を発表している。その後、わずか8年の期間に42本もの監督作を量産したが、1963年（昭和38年）10月29日に公開された『無法の宿場』を最後に東映を退社した。
高岡昌嗣の東伸テレビ映画が製作する連続テレビ映画『白馬の剣士』（第1期、主演山城新伍）等を監督したが、翌1965年（昭和40年）には、テレビ時代劇の世界から離れる。

### 成人映画の時代
1965年11月に公開された『血と肉と罪と』を監督し、成人映画の世界に進出する。同作は、加山恵子（1940年 - ）が主演し、極東映画社が製作、東京企画（六邦映画説あり）が配給した。株式会社極東映画社は、新外映配給の関西営業所長であった小柴芳雄が大阪府大阪市北区堂島船大工町（現在の同区堂島1丁目）に設立した会社であった。立て続けに創作8プロダクションの製作により、加山恵子を主演にした映画を3作手がける。同社の作品には、東映京都撮影所の女優であった日高綾子が企画・製作に名を連ね、出演もしている。
『日本映画発達史』の田中純一郎は、同書のなかで黎明期のおもな脚本家・監督として、若松孝二、高木丈夫（本木荘二郎の変名）、南部泰三、小林悟、新藤孝衛、糸文弘、小川欽也、小森白、山本晋也、湯浅浪男、宮口圭、藤田潤一、小倉泰美、浅野辰雄、渡辺護、片岡均（水野洽の変名）、福田晴一とともに、深田の名を挙げている。西原儀一は、既存の映画監督のなかでこの時期に成人映画を手がけた監督として、小川欽也、福田晴一、倉橋良介、田中徳三、萩原遼とともに、深田の名を挙げた。
1966年（昭和41年）3月、自らの製作会社アートグループを設立、第1作として、橘桂子を主演に『未婚のひめごと』を製作・監督、同月に公開した。次に橘を主演に『情炎の報酬』『女の中の性』を製作・監督、同年4月および5月に公開している。東映京都撮影所の助監督であった西原和紀と共同で監督し、可能かづ子を主演に『女豹一番勝負』、桧みどりを主演に『真赤な砂』を企画・監督、それぞれ同年6月および8月に公開している。翌1967年（昭和42年）7月11日、加山恵子の主演作『快楽の罠』を監督し、日高綾子とともに創作8プロダクションで製作、小森白の東京興映が配給して公開されたのを最後に沈黙した。満50歳のときであった。
1986年（昭和61年）11月27日、死去した。満69歳没。東京国立近代美術館フィルムセンターは、深田が三井六三郎の助撮影として参加した『三味線武士』（監督衣笠十四三）のほか、『玄海灘の怒濤篇 阿修羅龍鬼隊』、『若さま侍捕物帖 深夜の死美人』、『遊侠の剣客 つくば太鼓』、『血と肉と罪と』、『女豹一番勝負』、『真赤な砂』の6本の監督作の上映用プリントを所蔵している。

## フィルモグラフィ
クレジットは特筆しないものはすべて「監督」である。東京国立近代美術館フィルムセンター（NFC）等の所蔵状況についても記す。
- 『三味線武士』 : 監督衣笠十四三、撮影三井六三郎、製作日活京都撮影所、1939年11月15日公開 - 助撮影、86分の上映用プリントをNFCが所蔵[5]
- 『天兵童子 第一話 幼き英雄』 : 監督組田彰造、製作日活京都撮影所、1941年5月11日公開 - 撮影
- 『天兵童子 第二話 日本の子』 : 監督組田彰造、製作日活京都撮影所、1941年6月1日公開 - 撮影
- 『天兵童子 第三話 勇む童心』 : 監督組田彰造、製作日活京都撮影所、1941年6月19日公開 - 撮影
- 『天兵童子 第四話 甦る力』 : 監督組田彰造、製作日活京都撮影所、1941年8月14日公開 - 撮影
- 『豹子頭林冲 水滸伝 第二集』 : 監督朱文順、製作満洲映画協会、1942年公開 - 撮影
- 『映城風光』 : 監督大谷俊夫、製作満洲映画協会、1944年公開 - 撮影
- 『妙掃狼煙』（原題『王順出世記』） : 監督大谷俊夫、製作満洲映画協会、1944年公開 - 撮影
- 『月弄花影』 : 監督広瀬数夫、製作満洲映画協会、1944年公開 - 撮影
- 『虎狼闘艶』 : 監督大谷俊夫・池田督、製作満洲映画協会、1945年公開 - 撮影
- 『玄海灘の怒濤篇 阿修羅龍鬼隊』 : 製作九州映画（古池慶輔プロダクション）、1951年6月18日公開 - 近藤勝彦と共同監督、41分の上映用プリントをNFCが所蔵[5]
- 『飛龍無双』[7]（『だんまり又平 飛龍無双』[6]） : 監督佐々木康、製作東映京都撮影所、1955年9月13日公開 - 脚本
- 『雄呂血の秘宝』 : 製作東映京都撮影所、1955年12月20日公開
- 『雄呂血の秘宝 完結後篇』 : 製作東映京都撮影所、1955年12月20日公開
- 『忍術左源太』 : 製作東映京都撮影所、1956年1月8日公開
- 『若さま侍捕物手帖 べらんめえ活人剣』 : 製作東映京都撮影所、1956年2月25日公開
- 『若さま侍捕物手帖 地獄の皿屋敷』 : 製作東映京都撮影所、1956年2月25日公開
- 『剣法奥儀 二刀流雪柳』 : 製作東映京都撮影所、1956年5月18日公開
- 『若様侍捕物帳 魔の死美人屋敷』 : 製作東映京都撮影所、1956年6月21日公開
- 『南海の若武者物語 風雲黒潮丸』 : 製作東映京都撮影所、1956年8月8日公開
- 『続風雲黒潮丸 まだら狼』 : 製作東映京都撮影所、1956年8月22日公開
- 『御存じ快傑黒頭巾 神出鬼没』 : 製作東映京都撮影所、1956年10月2日公開
- 『魔像』 : 製作東映京都撮影所、1956年11月28日公開
- 『海賊奉行』 : 製作東映京都撮影所、1957年2月25日公開
- 『若さま侍捕物帖 深夜の死美人』[6]（『若さま侍捕物帳 深夜の死美人』[7]） : 製作東映京都撮影所、1957年4月2日公開 - 監督、55分の上映用プリントをNFCが所蔵[5]
- 『ふたり大名』 : 製作東映京都撮影所、1957年5月28日公開
- 『魔の紅蜥蜴』[6] : 製作東映京都撮影所、1957年7月23日公開
- 『若さま侍捕物帖 鮮血の人魚』[6]（『若さま侍捕物帳 鮮血の人魚』[7]） : 製作東映京都撮影所、1957年9月29日公開
- 『はやぶさ奉行』 : 製作東映京都撮影所、1957年11月17日公開
- 『火の玉奉行』 : 製作東映京都撮影所、1958年5月12日公開
- 『怪猫からくり天井』 : 製作東映京都撮影所、1958年6月29日公開
- 『不知火小僧評判記 鳴門飛脚』 : 製作東映京都撮影所、1958年9月16日公開
- 『ひばり捕物帖 自雷也小判』 : 製作東映京都撮影所、1958年11月19日公開
- 『唄祭りかんざし纏』 : 製作東映京都撮影所、1958年12月27日公開
- 『ふたり若獅子』 : 製作東映京都撮影所、1959年5月19日公開
- 『怪談一つ目地蔵』 : 製作東映京都撮影所、1959年7月14日公開
- 『緋鯉大名』 : 製作東映京都撮影所、1959年11月8日公開
- 『水戸黄門漫遊記 怪魔八尺坊主』 : 製作第二東映京都撮影所、1960年3月22日公開
- 『旗本と幡随院 男の対決』 : 製作東映京都撮影所、1960年4月12日公開
- 『桃太郎侍 江戸の修羅王』 : 製作第二東映京都撮影所、1960年5月31日公開
- 『桃太郎侍 南海の鬼』 : 製作第二東映京都撮影所、1960年6月7日公開
- 『旅の長脇差 伊豆の佐太郎』 : 製作第二東映京都撮影所、1960年10月9日公開
- 『遊侠の剣客 つくば太鼓』 : 製作第二東映京都撮影所、1960年12月13日公開 - 監督、72分の上映用プリントをNFCが所蔵[5]
- 『水戸黄門 天下の大騒動』 : 製作第二東映京都撮影所、1960年12月27日公開
- 『八州血煙り笠』 : 製作ニュー東映京都撮影所、1961年2月15日公開
- 『ふり袖小姓捕物帖 蛇姫囃子』 : 製作東映京都撮影所、1961年6月6日公開
- 『ふり袖小姓捕物帖 血文字肌』 : 製作東映京都撮影所、1961年7月2日公開
- 『無法者の虎』 : 製作ニュー東映京都撮影所、1961年7月30日公開
- 『いかすじゃねえか三度笠』 : 製作ニュー東映京都撮影所、1961年9月13日公開
- 『伝七捕物帖 影のない男』 : 製作東映京都撮影所、1962年5月23日公開
- 『若ざくら喧嘩纏』 : 製作東映京都撮影所、1962年11月17日公開
- 『唄祭り赤城山』 : 製作東映京都撮影所、1962年12月9日公開
- 『素浪人捕物帖 闇夜に消えた女』 : 製作東映京都撮影所、1963年8月27日公開
- 『無法の宿場』 : 製作東映京都撮影所、1963年10月29日公開
- 『白馬の剣士』 : 主演山城新伍、製作東伸テレビ映画、1964年1月13日 - 同年7月27日放映（連続テレビ映画） - 監督（ほかに小川貴智雄）
- 『風雲真田城』 : 主演高田浩吉、製作山崎プロダクション・朝日放送、1964年9月6日 - 1965年7月25日放映（連続テレビ映画） - 監督（ほかに金田繁・船床定男・仁科紀彦）
- 『六人の隠密』 : 主演月形龍之介、製作東映京都テレビプロダクション・日本教育テレビ、1964年11月24日 - 1965年4月13日放映（連続テレビ映画） - 監督
- 『血と肉と罪と』（『血と肉』） : 主演加山恵子、製作極東映画社、配給東京企画（六邦映画説あり）、1965年11月公開 - 企画・監督、80分の上映用プリントをNFCが所蔵[5]
- 『娼婦真紀子抄 砂の女』 : 企画・出演日高綾子、主演加山恵子、製作創作8プロダクション、配給六邦映画、1965年11月公開 - 企画・監督
- 『現代悪女伝 ピンクピンク作戦』 : 主演加山恵子、製作創作8プロダクション、1965年12月公開
- 『砂の穴 情事のからくり』[7]（『情事のからくり』[6]） : 主演加山恵子、製作創作8プロダクション、1966年1月31日公開（映倫番号 14280）
- 『未婚のひめごと』 : 主演橘桂子、製作アートグループ、1966年3月公開
- 『女の中の性』 : 主演橘桂子、製作アートグループ、1966年4月公開[18]
- 『情炎の報酬』 : 主演橘桂子、製作アートグループ、1966年5月公開
- 『女豹一番勝負』 : 主演可能かづ子、企画アートグループ、製作富士映画、1966年6月公開 - 西原和紀と共同監督、72分の上映用プリントをNFCが所蔵[5]
- 『真赤な砂』 : 主演桧みどり、企画アートグループ、製作富士映画、1966年8月公開 - 西原和紀と共同監督、51分の上映用プリントをNFCが所蔵[5]
- 『快楽の罠』 : 製作日高綾子、主演加山恵子、製作創作8プロダクション、配給東京興映、1967年7月11日公開 - 製作・監督